# Familia Nuclear (DC Comics)
La Familia Nuclear es el nombre de un grupo de supervillanos en DC Comics. Creados por Jim Aparo y Mike W. Barr para el primer número de Outsiders, son androides diseñados por un científico nuclear moribundo para parecerse a él y a su familia fallecida.
La Familia Nuclear hizo su primera adaptación en vivo en la serie de DC Universe, la primera temporada de Titanes, donde fueron interpretados por Jeff Clarke, Melody Johnson, Jeni Ross, Logan Thompson y Zach Smadu.

## Historial de publicaciones
La Familia Nuclear apareció por primera vez en Outsiders # 1 y fue creada por Jim Aparo y Mike W. Barr.

## Historia del equipo ficticio
Uno de los primeros investigadores de la ciencia nuclear llamado Dr. Eric Shanner cometió algunos errores por descuido durante su investigación que terminaron exponiéndolo a él y a su familia a niveles peligrosos de radiación. Su familia murió y él enfermó de envenenamiento por radiación. Posteriormente, el Dr. Shanner hizo el voto de enseñar al mundo sobre los peligros de la radiación. El suyo comenzó años más tarde construyendo seis androides que se asemejan a una versión más joven de su familia, incluido él mismo. Cada androide estaba equipado con poderes que coincidían con los diversos efectos de las armas nucleares. El Dr. Shanner luego los envió a destruir la ciudad de Los Ángeles, donde lograron dañar la Planta de Energía Nuclear Esperanza Canyon durante su día de apertura. Cuando la Familia Nuclear regresó al día siguiente para destruir la planta de energía nuclear, entraron en conflicto con los Outsiders, pero lograron derrotarlos. Después de mantener cautiva y sedada brevemente a Looker, volvieron a luchar contra los Outsiders donde lograron destruir a la Familia Nuclear mientras el Dr. Shanner fallecía de su enfermedad por radiación nuclear.
Durante la trama de Crisis infinita, la Familia Nuclear ha sido reconstruida y se ve como miembro de la Sociedad Secreta de Super Villanos de Alexander Luthor Jr.. Fueron vistos participando en la batalla de Blüdhaven.

## Miembros
La Familia Nuclear tiene diferentes poderes y todos tienen inmunidad a la radiación. La Familia Nuclear se compone de:
- Papá - el patriarca de la Familia Nuclear. Puede volar y emitir inmensas cantidades de radiación de su cuerpo.
- Mamá - la matriarca de la Familia Nuclear. Puede volar y proyectar un pulso electromagnético que puede matar y desactivar todos los equipos electrónicos a su alrededor.
- Biff - el hijo mayor de la Familia Nuclear. Puede volar y emitir un pulso térmico que emite el mismo calor que se encuentra en una explosión nuclear.
- Sis - la única hija de la Familia Nuclear. Puede volar y crear una onda expansiva que puede derribar edificios enteros.
- Brat - el hijo menor de la Familia Nuclear. Puede volar y transformarse en lluvia radiactiva.
- Perro - la mascota de la Familia Nuclear. Puede volar y transformarse en lluvia radiactiva.

## En otros medios
- La Familia Nuclear aparece en el episodio de Justice League Action, "Nuclear Family Values" con Papá con la voz de Kevin Shinick, Mamá y Brat con la voz de Melissa Disney, Biff con la voz de Jason J. Lewis y Sis con la voz de Rachel Kimsey mientras que los efectos de sonido de perro se usaron para Perro. En este espectáculo, la Familia Nuclear fue construida originalmente por el Dr. Eric Shanner durante la Guerra Fría para mostrarle a la gente los efectos secundarios del uso de armas nucleares. Si bien la Familia Nuclear estaba programada para comportarse como una familia real, no sabían que eran androides. Cuando estalló una explosión nuclear, la Familia Nuclear no fue destruida y absorbió la explosión y su radiación. Al ganar conciencia y poderes relacionados con la energía nuclear, la Familia Nuclear escapó del sitio de prueba donde planean encontrar un lugar al que puedan llamar hogar. Se enfurecen en el que planean destruir una planta de energía nuclear y chocan con Firestorm el Hombre Nuclear. Cuando la Familia Nuclear atrapa a Firestorm en el reactor principal para iniciar una reacción en cadena, Martin Stein aconseja a Firestorm que haga que uno de los miembros de la Familia Nuclear haga una sobrecarga en la piscina de barras de combustible. Al convertir un flotador en el flotador de ardilla, Firestorm engaña a Perro para que entre para que pueda sobrecargar la piscina de barras de combustible, lo que fue suficiente para liberar a Firestorm. La Familia Nuclear luego se enfrenta a Firestorm en la batalla, mientras mamá trabaja para elevar el reactor a altas temperaturas. Firestorm usa el agua de la piscina de barras de combustible para contener a la Familia Nuclear mientras Firestorm "lo abraza" con ellos. Luego se muestra que Firestorm había colocado a la Familia Nuclear en una réplica más pequeña de una casa familiar típica para que no causen más problemas y daños.
- La Familia Nuclear, también conocida simplemente como la "Familia", aparece en Titanes,[4] con Papá interpretado por Jeff Clarke, Mamá interpretada por Melody Johnson, Sis interpretada por Jeni Ross, Biff interpretado por Logan Thompson y un segundo patriarca, Padrastro Nuclear, interpretado por Zach Smadu. En la serie, se los representa como humanos a los que el Dr. Adamson les lavó el cerebro para convertirse en asesinos bajo Trigon y usar un suero para mejorar sus habilidades. Conocidos como "La familia", son activados por el Dr. Adamson para rastrear y capturar a Rachel Roth, la hija de Trigon. Inicialmente logran secuestrar a Rachel después de derrotar a Dick Grayson, Hank Hall y Dawn Granger en un ataque sorpresa, pero Rachel es rescatada por Kory Anders, que mata a Papá. La familia, ahora acompañada por su padrastro, encuentra a Rachel en un motel donde son derrotados y capturados después de una batalla con Dick, Rachel, Kory y Garfield Logan. Cuando el Dr. Adamson se entera de su captura, mueren cuando detona explosivos colocados en sus cabezas.